# Martin Forsström
Jan Olof Martin Forsström, född 18 november 1970 i Göteborg, är en svensk skådespelare, regissör, filmproducent och manusförfattare. 
Martin Forsström började på Calle Flygares teaterskola 1992. Första professionella rollerna var i August Strindbergs Leka med elden och Första varningen 1994. Efter att ha slagit igenom publikt i rollen som "Felix" i Rederiet 1995 följde Aspiranterna för SVT och dramaserien OP7 för Kanal 5. Efter en turné med Lars Noréns Natten är dagens mor i regi av Jan Bergman för Riksteatern 1998–1999 flyttade Forsström till London. 
Forsström har sedan filmregidebuten med Kyrkogårdsön 2004 varit verksam bakom kameran. 2006 bildades bolaget Shoot Sthlm som under åren 2006–2009 producerat bland annat Ladies Night, Carolas resa mot jul, Cirkus Zlatan, Gotland Runt och Raw - Stand up Comedy.

## Teaterroller (urval)
- 1995 – En midsommarnattsdröm – William Shakespeare
- 1996 – Duck Variations – David Mamet
- 1996 – Leka med elden & Bandet – August Strindberg
- 1999 – Natten är dagens mor – Lars Norén
- 2000 – Folk och rövare i Kamomilla stad – Torbjörn Egner
- 2000 – Straw Men – Christoph Alexander
- 2002 – No es tan Facil – Paco Mir

## Filmografi
- 1995 – Rederiet (TV-serie) (till och med 1997)
- 1997 – OP7 (TV-serie)
- 1998 – Aspiranterna (TV-serie)
- 1998 – Zingo
- 1999 – Nya lögner
- 2000 – Naken
- 2000 – Hon
- 2000 – Aime ton père
- 2002 – Ocean Ave (TV-serie)
- 2002 – Tack
- 2003 – Virus i paradiset
- 2004 – Making Waves
- 2013 – Kommissarien och havet (TV-serie)

## Regi, filmmanus
- 2004 – Kyrkogårdsön

## TV-produktion (urval)
- TV-året 2004 – Skrotslaget, SVT, avsnittsproducent
- TV-året 2005 – Stjärnorna på slottet, SVT, inspelningsledare
- TV-året 2006 – Finnkampen Motor, TV4, reporter
- TV-året 2006 – Fotbolls-VM, folkets kommentator, SVT , producent
- TV-året 2007 – Ladies Night, TV3, inslagsproducent
- TV-året 2008 – Gotland runt, TV 4, redaktör och programledare
- TV-året 2009 – I'm a Rich Woman Now – A Film About the Investment Potential in Microfinance Banks", dokumentär, producent
- TV-året 2009 – The Ladder to Prosperity – Jamii Bora, dokumentär, producent
- TV-året 2011 – Nyhetsmorgon, TV4, redaktör

### Webbkällor
- http://www.imdb.com/name/nm0286914/?ref_=nv_sr_2
- http://wwwc.aftonbladet.se/noje/9901/13/martin.html
- https://www.hd.se/2005-11-18/martin-forsstrom-fyller-35-ar-den-18-november
- http://www.dn.se/arkiv/familj/jan-olof-martin-forsstrom/
- https://www.sydsvenskan.se/2015-11-18/aktor-med-en-brokig-karriar
- http://snabelposten.se/extra/erica/martin.htm